# Гильом II (виконт Марселя)

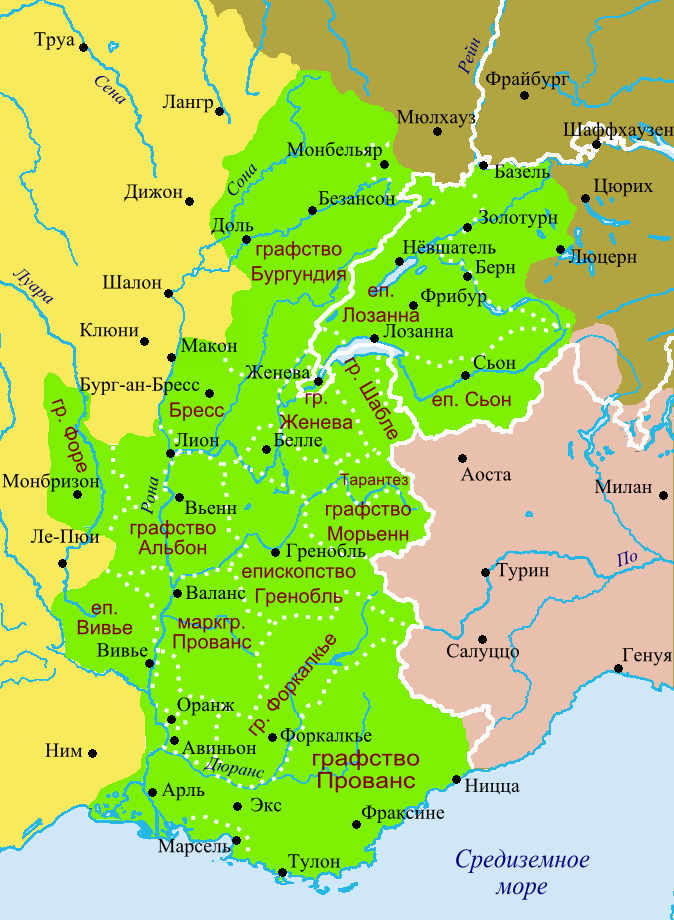
Виконтство Марсель на карте Прованса, 1034 г.

Гильом II Большой (фр. Guillaume II «le Gros» de Marseille; ок. 978 — ок. 1035) — виконт Марселя.
Сын Гильома I (ум. 1004) и его первой жены Белиэлдис.
Впервые упоминается в качестве виконта в 993 году (или был соправителем отца, или тот к тому времени уже принял монашеский постриг в аббатстве Сен-Виктор). Делил власть с братом Фульком (который был женат (1005) на женщине по имени Одиль, умер бездетным или оставил дочь).
Первая жена (свадьба ок. 997 г.) — Эйселина (Асцелина), вероятно — дочь Понса де Фос. Дети (родились в период от 998 до 1018 г.):
- Гильом III, виконт Марселя
- Понс (ум. 13 февраля 1073), епископ Марселя
- Эймеруда, муж — Франкон II, виконт де Фрежюс
- Экар, виконт Марселя (ум. 1048/1049, из детей — только дочь)
- Фульк, виконт Марселя (бездетный) (ум. 1069)
- Жоффруа I, виконт Марселя, сеньор части Арля
- Леогарда, муж — виконт Офан
- Герсенда, монахиня.

Вторая жена (свадьба до 1019) — Этьенетта (Стефания), возможно — дочь Жоффруа де Риана и его жены Скоции. Дети (родились в период 1019—1035):
- Этьен, виконт Марселя, умер в молодости
- Бертран, умер в молодости
- Пьер Сомада, виконт Марселя
- Этьенетта (Стефания), жена Жоффруа I, графа Прованса.